# 上射雁庄镇
上射雁庄镇，原为上射雁庄乡，是中华人民共和国河北省唐山市迁安市下辖的一个乡镇级行政单位。2021年1月撤乡设镇。

## 行政区划
上射雁庄镇下辖以下地区：
上射雁庄村、下射雁庄村、二层庄村、丁庄村、高各庄村、陶辛庄村、南晒甲营村、北晒甲营村、东晒甲营村、彭家洼村、平林镇村、大辛店村、小辛店村、刘新庄村、西孟庄村、凉水河村、小望都庄村、大望都庄村、朱庄村、揣庄村、七里坎村、代家铺村、白庄村和东孟庄村。